# Beatrix van Vlaanderen
Beatrix van Vlaanderen (Brugge, 1253/54 — Den Haag, 23 maart 1296) werd geboren in 1253 of 1254 in Brugge. Haar ouders waren Gwijde van Dampierre en Mathilde van Béthune. Ze was de jongste dochter in het gezin en had twee zussen en vijf broers. Op Goede Vrijdag 1296 (23 maart) stierf ze, een jaar nadat haar dochter Margaretha overleed. Ze werd ca. 43 jaar oud.
In het jaar 1269 werd zij de echtgenote van Floris V van Holland. Floris V was toen veertien jaar. Uit dit huwelijk werden elf kinderen geboren: 
- Dirk, op jonge leeftijd overleden
- Floris, op jonge leeftijd overleden
- Willem, op jonge leeftijd overleden
- Otto, op jonge leeftijd overleden
- Willem, tweede kind met deze naam, op jonge leeftijd overleden
- Floris, tweede kind met deze naam, op jonge leeftijd overleden
- Beatrix, op jonge leeftijd overleden
- Machteld, op jonge leeftijd overleden
- Elisabeth, op jonge leeftijd overleden
- Margaretha ( - na 1284). Zij was 5 juli 1281 verloofd met Alfons van Engeland (1273– 1284). Hij was een zoon van Eduard I van Engeland en Eleonora van Castilië
- Jan I van Holland (1284–1299).

## Voorouders
| Voorouders van Beaxtrix van Vlaanderen | Voorouders van Beaxtrix van Vlaanderen                                              | Voorouders van Beaxtrix van Vlaanderen                                              | Voorouders van Beaxtrix van Vlaanderen                                              | Voorouders van Beaxtrix van Vlaanderen                                              | Voorouders van Beaxtrix van Vlaanderen                                         | Voorouders van Beaxtrix van Vlaanderen                                         | Voorouders van Beaxtrix van Vlaanderen                                         | Voorouders van Beaxtrix van Vlaanderen                                         |
| -------------------------------------- | ----------------------------------------------------------------------------------- | ----------------------------------------------------------------------------------- | ----------------------------------------------------------------------------------- | ----------------------------------------------------------------------------------- | ------------------------------------------------------------------------------ | ------------------------------------------------------------------------------ | ------------------------------------------------------------------------------ | ------------------------------------------------------------------------------ |
| Overgrootouders                        | Gwijde II van Dampierre (circa 1140-1216) ∞ Mathilde I van Bourbon (1165-1228)      | Gwijde II van Dampierre (circa 1140-1216) ∞ Mathilde I van Bourbon (1165-1228)      | Boudewijn I van Constantinopel (1171-1205) ∞ Maria van Champagne (1174-1204)        | Boudewijn I van Constantinopel (1171-1205) ∞ Maria van Champagne (1174-1204)        | Willem II van Béthune (?-1214) ∞ Machteld van Dendermonde (?-1224)             | Willem II van Béthune (?-1214) ∞ Machteld van Dendermonde (?-1224)             | Arnaud de Morialmez ∞ Elisabeth van Morialmez                                  | Arnaud de Morialmez ∞ Elisabeth van Morialmez                                  |
| Grootouders                            | Willem II van Dampierre (1196-1231) ∞ 1223 Margaretha II van Vlaanderen (1202-1280) | Willem II van Dampierre (1196-1231) ∞ 1223 Margaretha II van Vlaanderen (1202-1280) | Willem II van Dampierre (1196-1231) ∞ 1223 Margaretha II van Vlaanderen (1202-1280) | Willem II van Dampierre (1196-1231) ∞ 1223 Margaretha II van Vlaanderen (1202-1280) | Robrecht VII van Béthune (1200-1248) ∞ Johanna van Bailleul                    | Robrecht VII van Béthune (1200-1248) ∞ Johanna van Bailleul                    | Robrecht VII van Béthune (1200-1248) ∞ Johanna van Bailleul                    | Robrecht VII van Béthune (1200-1248) ∞ Johanna van Bailleul                    |
| Ouders                                 | Gwijde van Dampierre (1226-1305) ∞ 1246 Mathilde van Béthune (circa 1230-1264)      | Gwijde van Dampierre (1226-1305) ∞ 1246 Mathilde van Béthune (circa 1230-1264)      | Gwijde van Dampierre (1226-1305) ∞ 1246 Mathilde van Béthune (circa 1230-1264)      | Gwijde van Dampierre (1226-1305) ∞ 1246 Mathilde van Béthune (circa 1230-1264)      | Gwijde van Dampierre (1226-1305) ∞ 1246 Mathilde van Béthune (circa 1230-1264) | Gwijde van Dampierre (1226-1305) ∞ 1246 Mathilde van Béthune (circa 1230-1264) | Gwijde van Dampierre (1226-1305) ∞ 1246 Mathilde van Béthune (circa 1230-1264) | Gwijde van Dampierre (1226-1305) ∞ 1246 Mathilde van Béthune (circa 1230-1264) |
| Beatrix van Vlaanderen (1253-1296)     |                                                                                     |                                                                                     |                                                                                     |                                                                                     |                                                                                |                                                                                |                                                                                |                                                                                |